# 歴史秘話ヒストリア
『歴史秘話ヒストリア』（れきしひわヒストリア）は、2009年4月1日から2021年3月17日までNHK総合テレビジョンで放送されていたNHK大阪放送局制作の歴史情報番組である。

## 概要
歴史上の人物や事件などにおける今まで知られていなかった部分にスポットを当てて紹介し、歴史人物の心境や決断などが歴史の秘話として詳しく解説されている。
『その時歴史が動いた』の後継番組として、アナウンサー一人が基本的に進行を行うといった点でも、二つの番組は似ている。
パイロット版としての意味も含め、2008年7月23日に「番組たまごトライアル2008」の一環で『その時歴史が動いた』の特別編として放送された。このときの放送内容は、当時放送されていた大河ドラマに関連した企画であった。その後2009年度の編成見直しの時期に『その時歴史が動いた』の後番組として正式に採用、同年4月1日に放送開始した。
2016年4月から放送時間が、2016年3月まで地域情報番組が放送されていた金曜20:00 - 20:43枠に移動した。なお当番組は、NHK総合テレビジョンの2016年度前半期編成において、唯一平日20:00開始の番組となる。それと同時に、進行役が渡邊あゆみから井上あさひ（当時NHK京都放送局→2017年放送センター）に交代した。なお、2018年度より、金曜19:57 - 20:42に教養バラエティ『チコちゃんに叱られる!』（東京制作）が放送開始される ため、本番組は2018年4月から水曜22:25 - 23:10枠に時間移動した。
放送開始10周年を迎える、2019年4月からは放送時間が水曜22:30 - 23:20に変更となり、それと同時に進行役は、井上が『ニュースきょう一日』のメインキャスターに就任するため、渡邊佐和子に交代した。
一部の回のみではあるがDVD化もされている。
2021年3月17日をもって番組が終了。12年の歴史に幕を閉じた。後番組として同年4月より『歴史探偵』が開始された。

## 音楽について
テーマ曲と番組中の主なBGMは梶浦由記が担当。サウンドトラックがCD化され、2009年8月26日には第1弾が、2011年4月13日には第2弾、2014年2月19日に第3弾がリリースされた。
オープニングテーマ
- Historia:opening theme（2009年 - 2012年）
- Kalafina「storia」（2013年 - 2021年。「Historia:opening theme」の歌詞付きバージョン）

エンディングテーマ（いずれも梶浦プロデュースユニット・Kalafinaが歌唱）
- 「symphonia TV ver.」（2011年1月 - 2012年12月[注 3]）
- 「夢の大地」（2013年1月 - 2015年3月）
- 「far on the water」（2015年4月 - 2016年3月）
- 「into the world」（2016年4月 - 2021年3月）

## 放送時間について
総合テレビ、ワールド・プレミアム
- 本放送：水曜 22:30 - 23:15（2020年4月から2021年3月までの末期）
- 再放送：翌週火曜 15:08 - 15:53

翌週放送は国会中継時、大相撲本場所中は休止。深夜帯の再放送は東日本大震災以後は行われていなかったが、2013年4月より火曜深夜に再開。その後、2017年度に昼の大型情報番組枠（ごごナマ及び4時も!シブ5時）が編成されたことから日曜深夜に移動後、2018年4月から土曜朝、2019年4月から火曜午後に移動。
2012年度は、九州沖縄ブロックでは年6回『ASIAN PASSION〜アジアを駆ける日本人〜』が放送されるため、該当週は同ブロックでの本放送は休止。初回放送は金曜日（木曜深夜）0:50 - 1:33となる。
ヘレン・ケラーを取り上げた放送（2012年2月29日初回）の時には、ヘレン・ケラーが視覚障害者であったことを踏まえ単発で解説放送（ステレオ2）を行った。2013年4月以後は通常放送でも解説放送を入れることになった。
2016年度から2017年度は、概ね月1回程度（最終金曜が多い）各ブロック地域番組の時間拡大及び「NHKプロ野球」等のスポーツ中継や別番組の設定で休止になることがあり、特に大阪局が関西ブロック番組を拡大編成した時は、本番組が大阪局制作のため、NHK本部（東京）経由での裏送りとなった。休止になった場合の初回放送時間は、局（ブロック）によって異なった。またブロック地域番組の拡大がない地域に向けたアンコール放送となる場合もあった。

### 以前の放送時間
総合テレビ、ワールド・プレミアム
- 〜2016年3月 水曜 22:00 - 22:43
- 〜2018年3月 金曜 20:00 - 20:43
- 〜2019年3月 水曜 22:25 - 23:10
- 〜2020年3月 水曜 22:30 - 23:20

総合テレビ  再放送
- 翌週金曜 2:00 - 2:43
- 翌週水曜 1:45 - 2:28
- 翌週金曜 16:05 - 16:48
- 翌々週日曜 0:05 - 0:48
- 土曜 10:05 - 10:50

BS2
- 翌週水曜 8:15 - 9:00

難視聴対策放送。BS再編により2010年度で終了。

## パイロット版について
サブタイトル
「幕末 殿様たちの恋・夢・涙」
放送日時
総合テレビ：2008年7月23日 22:00 - 22:43
内容
当時放送されていた大河ドラマ『篤姫』に登場する老中首座・阿部正弘、薩摩藩主・島津斉彬及び大老・井伊直弼の3人をターゲットとし、幕末時代の殿様方は普段何を考え、また恋や夢、仕事に悩んでいたかを描く。
ナビゲーター
- 池澤春菜（声優）

語り手
- 上田早苗（2008年6月に大阪局へ異動、阿部正弘編担当）
- 小澤征悦（俳優、島津斉彬編担当）

テーマ曲
「in the land of twilight, under the moon」（梶浦由記作曲、『.hack//SIGN』サウンドトラックより）

## レギュラー版について
案内役
- 渡邊あゆみ（2009年4月 - 2016年3月）
- 井上あさひ（2016年4月 - 2019年3月）
- 渡邊佐和子（2019年4月 - 2021年3月）

放送記録
演出手法
渡邉あゆみは毎回、その歴史の時代背景にあった衣装で登場する。その衣装の絵柄をブルーバックを活用したクロマキーを使うことで動くように見せている。
井上の衣装は、金曜20時枠時代は篠原ともえデザインによるもので、トップスに着物をアレンジしたもの等を使用。2018年度は和装に変更。渡邉あゆみ時代のようなクロマキーは使用しない。
2013年度までは渡邉本人がテーマに縁のある場所にレポートに出かける事があったが、2014年度からは"ヒストリアンヌ"として有名女優を起用したり、"ヒストリアン"として男優を起用することもある。2016年度からの井上は、2013年度までの渡邉同様にテーマに縁のある場所でのレポートも行う。
物語の主人公となる人物に、あたかも時空を超えて現代へタイムスリップするようにして、スタジオでインタビューするという手法も取り入れる。ゲストはなく、インタビューの取材の際に専門家が登場して解説することがある。
回によっては、再現ドラマを大物俳優等が務めることがある。
本作は、野村歩美による「動くイラスト」を用い、ニュース風に歴史を紹介する。このニュースでは、この時代の人たちがニュースキャスターとして伝えている。野村の「動くイラスト」を、専門家や歴史上の人物がスタジオに来て解説することがある。

## 放送リスト
公式サイトより。

## 短編アニメ『官兵衛くんがゆく』について
2014年1月3日に放送された『歴史秘話ヒストリア』のキャラによる約2分間の短編アニメ。軍師・官兵衛くんと織田信長ら歴史上のキャラによる大河コメディ。声の出演は木地谷俊行、徳田祐介、西川慶。
- 各話サブタイトル
  - 巻ノ一 本能寺のヘン?
  - 巻ノ二 草履ン・ラブ
  - 巻ノ三 鳴かぬなら